# Майдан-Вербецька сільська рада
Майда́н-Вербе́цька сільська́ ра́да — адміністративно-територіальна одиниця та орган місцевого самоврядування в Летичівському районі Хмельницької області. Адміністративний центр — село Майдан-Вербецький.

## Загальні відомості
Майдан-Вербецька сільська рада утворена в 1944 році.
- Територія ради: 29,77 км²
- Населення ради: 471 особа (станом на 2001 рік)

## Історія
Хмельницька обласна рада рішенням від 7 квітня 2015 року перейменувала у Летичівському районі Майдано-Вербецьку сільраду на Майдан-Вербецьку.

## Населені пункти
Сільській раді підпорядковані населені пункти:
- с. Майдан-Вербецький
- с. Білецьке

## Склад ради
Рада складалася з 12 депутатів та голови.
- Голова ради: Карбівський Леонід Леонідович

### Депутати
За результатами місцевих виборів 2010 року депутатами ради стали:

#### За суб'єктами висування
| Суб'єкт висування                         | Кількість обраних депутатів | %    |
| ----------------------------------------- | --------------------------- | ---- |
| Партія регіонів                           | 8                           | 66,7 |
| Народна партія                            | 2                           | 16,7 |
| Єдиний Центр                              | 1                           | 8,3  |
| Українська республіканська партія «Собор» | 1                           | 8,3  |

#### За округами
| № округу                                  | Прізвище, ім'я, по батькові         | Дата визнання обраним | Освіта             | Партійна приналежність | Відомості про обраного депутата   |
| ----------------------------------------- | ----------------------------------- | --------------------- | ------------------ | ---------------------- | --------------------------------- |
| Єдиний Центр                              |                                     |                       |                    |                        |                                   |
| 6                                         | Стрельбіцкий Григорій Володимирович | 03.11.2010            | середня            | член Єдиного Центру    | тимчасово не працює               |
| Народна Партія                            |                                     |                       |                    |                        |                                   |
| 4                                         | Атаманова Олена Іванівна            | 03.11.2010            | середня            | член Народної партії   | тимчасово не працює               |
| 5                                         | Мазуркевич Мартин Іванович          | 03.11.2010            | середня            | член Народної партії   | тимчасово не працює               |
| Партія регіонів                           |                                     |                       |                    |                        |                                   |
| 1                                         | Демінська Станіслава Францівна      | 03.11.2010            | середня            | член Партії регіонів   | пенсіонер                         |
| 3                                         | Лукашук Валентина Антонівна         | 03.11.2010            | середня спеціальна | член Партії регіонів   | сільська рада, тех. працівник     |
| 7                                         | Стасюк Валентина Францівна          | 03.11.2010            | середня            | позапартійна           | тимчасово не працює               |
| 8                                         | Колесник Олександр Михайлович       | 03.11.2010            | вища               | позапартійний          | сільський клуб, завідувач         |
| 9                                         | Кравець Мая Сергіївна               | 03.11.2010            | середня спеціальна | член Партії регіонів   | Білецька Державна ДЛВЛ, санітпрка |
| 10                                        | Карбівська Світлана Броніславівна   | 03.11.2010            | середня спеціальна | член Партії регіонів   | тимчасово не працює               |
| 11                                        | Олійник Іван Іванович               | 03.11.2010            | середня            | член Партії регіонів   | сільська рада, секретар           |
| 12                                        | Бучинський Юрій Володимирович       | 03.11.2010            | середня            | член Партії регіонів   | тимчасово не працює               |
| Українська республіканська партія «Собор» |                                     |                       |                    |                        |                                   |
| 2                                         | Годлевська Марія Антонівна          | 03.11.2010            | середня            | позапартійна           | приватний підприємець             |